# 玄冶店

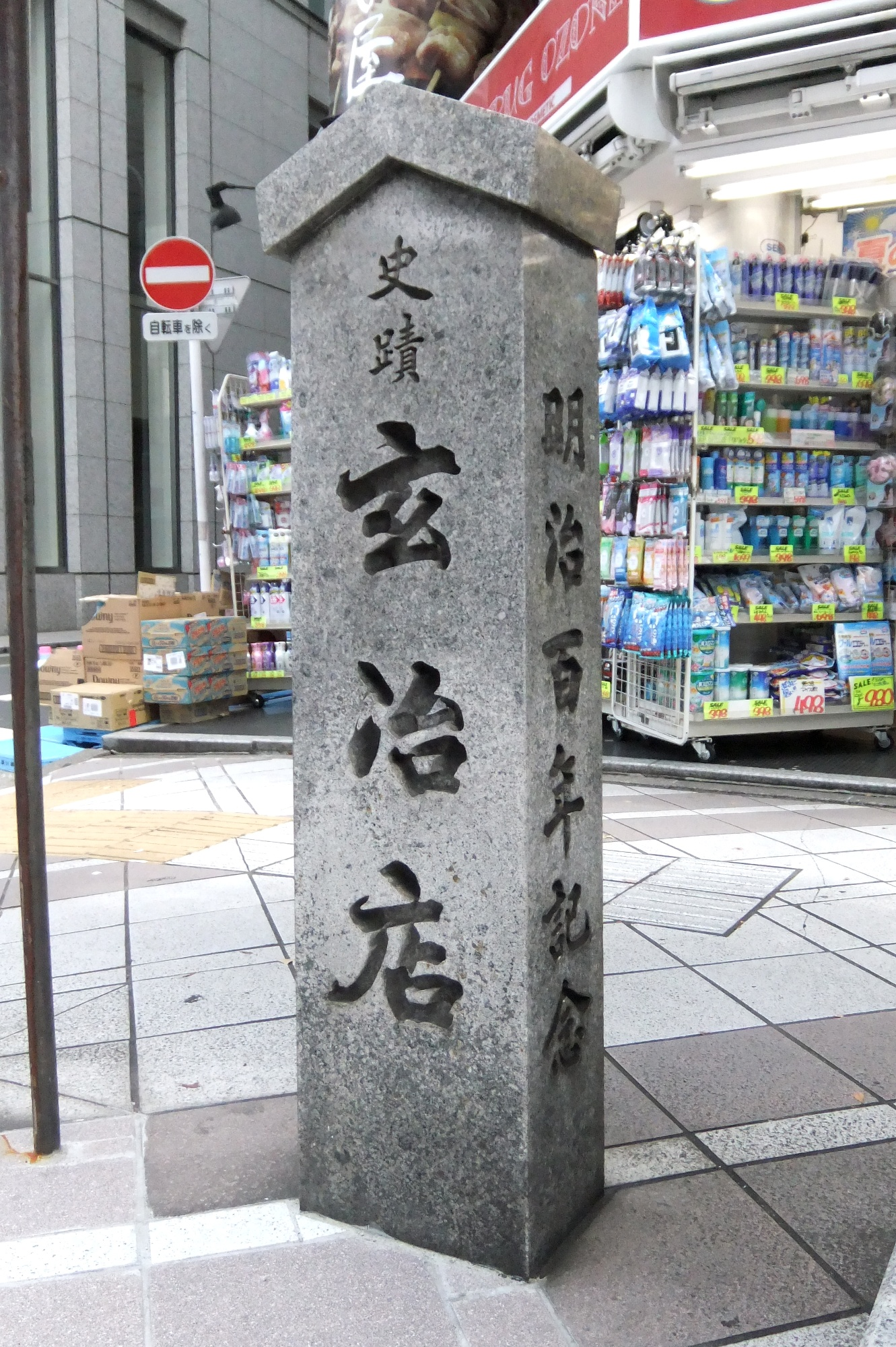
玄冶店跡

玄冶店（げんやだな）は、江戸・日本橋界隈の古くからの地名もしくは通りの俗称名である。

## 概要
江戸時代の新和泉町、現在の東京都中央区日本橋人形町3丁目のあたりである。天保のころ、歌川国芳が玄冶店に住んでいた。

岡本玄冶

徳川家の御典医であった岡本玄冶の拝領屋敷跡一帯を指した。玄冶は3代将軍・家光が痘瘡を病んだ際に全快させて名を高め、幕府から拝領した土地に借家を建てて庶民に貸したことから一帯が「玄冶店」と呼ばれた。当地には将軍家から玄冶に下賜されたと伝わる「橘稲荷神社」が残っている。
与三郎とお富で有名な『与話情浮名横櫛』（よわなさけうきなのよこぐし）の舞台として知られる。落語家であった四代目橘家圓喬は当地に居住し、「玄冶店の師匠」と呼ばれていた。また、料亭「玄冶店 濱田家」などの呼び名が生まれた。

## 関連作品
歌舞伎『与話情浮名横櫛』（通称『切られ与三郎』）の4幕目に、実名を避けて鎌倉にある「源氏店」として登場する。江戸時代は当時の出来事を脚色上演することが禁じられており、すべてを鎌倉や室町などの世界に仮構し、「げんや」を「げんじ」と読み変えて源氏と文字を変えて利かせた。
1954年の歌謡曲『お富さん』は、この作品の台詞を随所に取り入れて歌詞の中で「源冶店（げんやだな）」として登場する。
宇江佐真理の時代小説『玄冶店の女』は当地を舞台にしている。

## 参照
- 笹川種朗『江戸文学叢書』評釈第三下（1936年〔昭和11年〕月不明　講談社)